# Vrublivți, Camenița
Vrublivți (în ucraineană Врублівці) este localitatea de reședință a comunei Vrublivți din raionul Camenița, regiunea Hmelnîțkîi, Ucraina.

## Demografie
Componența lingvistică a localității Vrublivți
     Ucraineană (98,84%)
     Rusă (1,16%)
Conform recensământului din 2001, majoritatea populației localității Vrublivți era vorbitoare de ucraineană (98,84%), existând în minoritate și vorbitori de rusă (1,16%).